# Hoopeston
Hoopeston és una població dels Estats Units a l'estat d'Illinois. Segons el cens del 2000 tenia 5.965 habitants.

## Demografia
Segons el cens del 2000, Hoopeston tenia 5.965 habitants, 2.297 habitatges, i 1.499 famílies. La densitat de població era de 738,2 habitants/km².
Dels 2.297 habitatges en un 30,7% hi vivien nens de menys de 18 anys, en un 50,5% hi vivien parelles casades, en un 11,4% dones solteres, i en un 34,7% no eren unitats familiars. En el 31,2% dels habitatges hi vivien persones soles el 16,6% de les quals corresponia a persones de 65 anys o més que vivien soles. El nombre mitjà de persones vivint en cada habitatge era de 2,44 i el nombre mitjà de persones que vivien en cada família era de 3,04.
Per edats la població es repartia de la següent manera: un 24,8% tenia menys de 18 anys, un 8,3% entre 18 i 24, un 24,1% entre 25 i 44, un 22,4% de 45 a 60 i un 20,4% 65 anys o més.
L'edat mediana era de 40 anys. Per cada 100 dones de 18 o més anys hi havia 97,6 homes.
La renda mediana per habitatge era de 31.947 $ i la renda mediana per família de 39.368 $. Els homes tenien una renda mediana de 31.656 $ mentre que les dones 20.474 $. La renda per capita de la població era de 15.055 $. Aproximadament el 12,3% de les famílies i el 13,8% de la població estaven per davall del llindar de pobresa.

## Poblacions més properes
El següent diagrama mostra les poblacions més properes.